# Abdumalik Xaloqov
Abdumalik Xaloqov (englisch Abdumalik Khalokov, deutsch Abdumalik Chalokow; * 9. April 2000 in Buxoro) ist ein usbekischer Boxer.

## Karriere
Xaloqov gewann 2017 im Fliegengewicht jeweils die Usbekischen Jugendmeisterschaften und auch die Usbekischen Jugendspiele, sowie die Silbermedaille dieser Gewichtsklasse bei der Jugend-Asienmeisterschaft 2017 in Bangkok. 2018 gewann er im Bantamgewicht jeweils die Jugend-Asienmeisterschaft in Bangkok und die Jugend-Weltmeisterschaft in Budapest, sowie mit einem Finalsieg gegen Maksym Halinitschew auch die Olympischen Jugend-Sommerspiele in Buenos Aires.
Bei den Erwachsenen wurde er 2019 und 2020 Usbekischer Meister im Leichtgewicht. Bei der Asienmeisterschaft 2021 in Dubai gewann er nach einer 2:3-Niederlage im Halbfinale gegen Erdenebatyn Tsendbaatar eine Bronzemedaille im Leichtgewicht, sowie nach einer Finalniederlage gegen Sofiane Oumiha den Vizemeistertitel im Leichtgewicht bei der Weltmeisterschaft 2021 in Belgrad.
Im Federgewicht startend gewann er dann 2022 mit einem Finalsieg gegen Serik Temirschanow die Asienmeisterschaft in Amman und 2023 mit einem Finalsieg gegen Shūdai Harada die Asienspiele in Hangzhou. Bei der Weltmeisterschaft 2023 in Taschkent gewann er unter anderem mit Siegen gegen Charlie Senior und Munarbek Sejitbek Uulu die Goldmedaille, worauf er zu Usbekistans Sportler des Jahres gewählt und mit der Auszeichnung als Verdienter Sportler der Republik Usbekistan geehrt wurde.
Bei den Olympischen Spielen 2024 in Paris gewann er mit Siegen gegen Nebil Ibrahim und José Quiles sowie Charlie Senior und Munarbek Sejitbek Uulu die Goldmedaille im Federgewicht.